# Drombus lepidothorax
Drombus lepidothorax är en fiskart som beskrevs av Whitley, 1945. Drombus lepidothorax ingår i släktet Drombus och familjen smörbultsfiskar. Inga underarter finns listade i Catalogue of Life.